# Stephanopis secata
Stephanopis secata es una especie de araña del género Stephanopis, familia Thomisidae.

## Distribución
Se distribuye por Indonesia: Timor.

## Taxonomía
Fue descrita por Walckenaer en 1805.
Tratamiento taxonómico
La especie aparece registrada y publicada en Walckenaer 1805: 31.